# Castello di Pagazzano
Il castello di Pagazzano è un castello situato in Provincia di Bergamo.

## Storia
L'attuale struttura risale all'inizio del XIV secolo, quando venne edificata in luogo di una precedente costruzione difensiva che avrebbe dovuto sorgere nei pressi della chiesa dedicata ai santi Nazario e Celso. Era infatti consuetudine che le fortificazioni altomedievali della pianura bergamasca venissero costruite a fianco di edifici sacri, allora al centro della vita popolare. E, come gran parte dei castelli di quel periodo, venne abbandonato e riposizionato poco distante tra la fine del XIII e l'inizio del XIV secolo nella prima area edificabile libera ai margini del centro abitato.
La necessità di un castello difensivo era dovuta alla forte instabilità politica nell'età medievale del borgo di Pagazzano e di tutta la pianura centrale bergamasca: dapprima assegnato ai conti di Bergamo nell'XI secolo, passò a Milano dopo la pace di Costanza, unitamente agli altri castelli della Gera d'Adda. Il dominio nella città milanese venne esercitato prima dai Torriani e, dopo numerose lotte, dai Visconti.

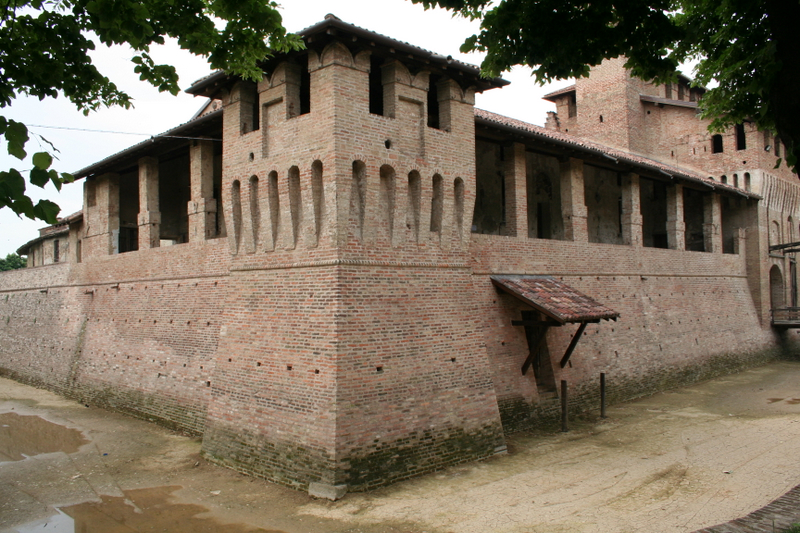
Castello di Pagazzano

Furono proprio questi ultimi ad edificare il nuovo castello durante la reggenza di Giovanni, alla morte del quale (1354) subentrò Bernabò. A quel periodo risale una lapide che, posta all'interno del maniero, ricorda un ricevimento (forse il primo nella nuova struttura) in onore di Filippo Borromeo avvenuto nell'anno 1355.
La tradizione vuole inoltre che nelle stanze dell'edificio dimorò per qualche tempo il poeta Francesco Petrarca il quale intercesse presso Bernabò al fine di preservare e migliorare la struttura stessa del castello.
Nel corso del XV secolo Gian Galeazzo Visconti diede il castello prima a Bertolino Zamboni di Cremona, poi alla famiglia Suardi.
Il successivo insediamento di Filippo Maria Visconti portò nuovamente il castello alla famiglia cremonese degli Zamboni, che ne mantennero il possesso fino al 1428, anno in cui i territori vennero acquisiti dalla Repubblica di Venezia. Cominciò un periodo di fortissima instabilità, con la zona contesa da Milano e Venezia: nel 1449  il maniero venne restituito dal Doge Loredan a Sagramoro II Visconti, Signore di Brignano Gera d'Adda, appartenente al ramo di Brignano (ramo nato da un figlio di Bernabó Visconti e di Montanina de Lazzari,Egli fu Signore di Milano, Bergamo, Brescia, Soncino, Val Camonica e Lonato), e poi a Francesco de'Isacchi di Treviglio. Sagramoro II Visconti, fu nominato dalla Repubblica Milanese, nel 1447, Podestà di Crema, nel 1450, Francesco Sforza lo investí del "Cingolo Militare" cioè fu creato Cavaliere Aurato, nel 1466 fu Luogotenente militare su Genova e nel 1468 fu nominato Consigliere Ducale; aveva sposato Clementina Secco, figlia di Giacomo Secco, Conte di Calcio e della Calciana.
Sagramoro II Visconti morì nel 1472 circa.
Nel 1447, con l'instaurazione a Milano della Repubblica Ambrosiana, la Gera d'Adda passò nuovamente alla Serenissima, ed il castello di Pagazzano venne nuovamente assegnato al ramo brignanese dei Visconti. Questa famiglia mantenne il controllo dell'edificio anche quando, con la costruzione del fosso bergamasco e la definitiva stabilizzazione dei confini, Pagazzano ritornò sotto l'influenza di Milano.

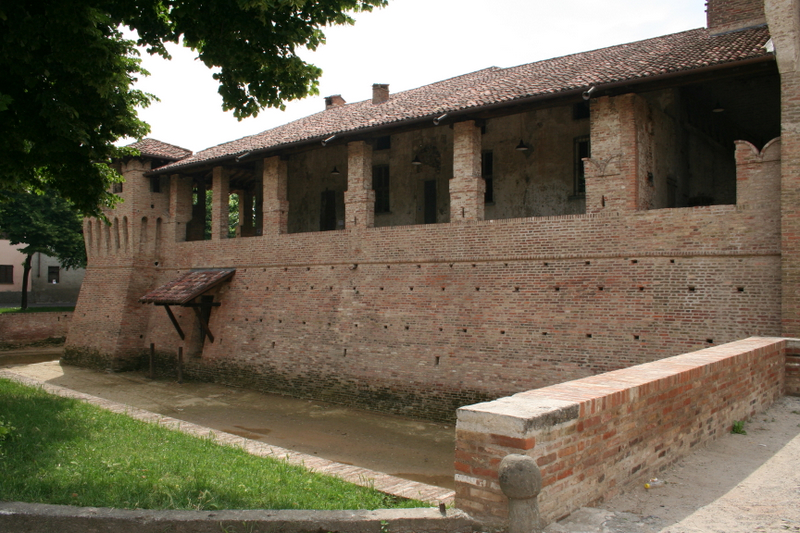

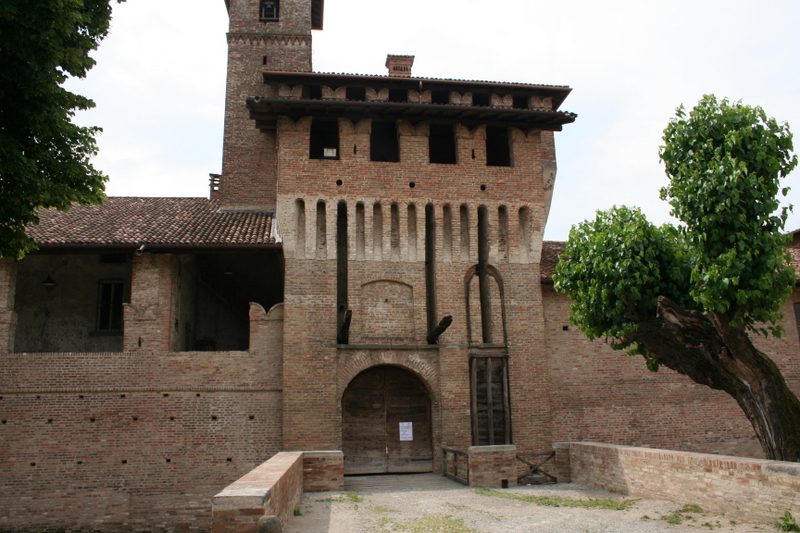
L'ingresso ed il mastio

La stabilità, sancita da un atto notarile che, datato 1465, confermava il pieno possesso dello stabile a Sagramoro II Visconti, Signore di Brignano Gera d'Adda,  portò il castello ad una serie di interventi di ammodernamento: venne ampliato sia il fossato che il perimetro di cinta, la cui parte esterna venne rivestita in laterizio, a cui furono aggiunte quattro torri agli angoli.
Nel 1551 il castello di Pagazzano passò a Galeazzo Visconti, arciprete del paese, il quale attuò una serie di modifiche che lo avvicinarono ad una dimora signorile: nel lato sud vennero distrutte le due torri e tutta la merlatura, mentre il lato nord (quello rivolto verso il confine con la Repubblica di Venezia) venne lasciato integro nelle sue funzioni difensive.
Nel 1657 morì senza eredi diretti, un discendente del ramo brignanese dei Visconti, (I Visconti di Brignano si estinsero nel 1764), dopodiché il castello passò alla famiglia milanese dei Bigli. Questi compirono ulteriori opere di rimodernamento, tra cui la costruzione di un loggiato e di una scalinata a ventaglio, nonché numerose decorazioni. Nel 1828 la marchesa Fulvia Bigli lasciò il castello in eredità al marchese Paolo Crivelli, appartenente al casato del marito, la cui famiglia utilizzò la struttura come azienda agricola, mantenendone la proprietà fino al 1968.
Da allora vi subentrarono altri proprietari fino a quando, nel 1999, il castello venne acquistato dal comune di Pagazzano.

## Architettura
Il castello presenta una pianta a sezione quadrata circondata da un fossato difensivo ancora oggi adacquato, unico esempio in tutta la bergamasca.
La cinta muraria, perfettamente conservata, presenta una cortina esterna in laterizio e due torri (delle quattro originali), agli angoli del lato rivolto a nord, che possiedono arciere e fori circolari per le armi di allora, quali bombardelle e colubrine. Svetta inoltre il mastio che, dotato di beccatelli lunghi e stretti e di saracinesca ed argano, è posto a protezione dell'ingresso, a cui si accedeva tramite un ponte levatoio principale ed uno pedonale.
Se l'esterno ha conservato la fisionomia di costruzione difensiva, l'interno ha subito numerose modifiche nel corso dei secoli, trasformandosi prima in dimora signorile poi in villa padronale.
Al riguardo si possono trovare affreschi cinquecenteschi che affiorano sotto riquadrature settecentesche, nonché le numerose aggiunte, tra cui il loggiato e la scalinata.